# Tereza Brodská
Tereza Brodská (* 7. května 1968 Praha) je česká herečka, dvojnásobná držitelka filmového ocenění Český lev.

## Biografie
Své první dětské role hrála v českém sci-fi/fantasy snímku Slečna Golem, kde hrála se svojí matkou (v roce 1972) a v dětském filmu Ať žijí duchové!, kde hrála společně se svým otcem (v roce 1977). Velkou hereckou příležitost dostala v seriálu Vlak dětství a naděje v roce 1985. Jako studentka konzervatoře si zahrála se svojí matkou ve filmu Citlivá místa.
Známá je především z filmu Konec básníků v Čechách a z televizního seriálu Ulice. Hrála v plzeňském Divadle J. K. Tyla, v Činoherním klubu v Praze, v pražském Divadle Na zábradlí (1988–1993). V roce 1995 obdržela za roli Kláry ve filmu Má je pomsta Českého lva. Méně známé je její ztvárnění mladé ženy ve filmu Evalda Schorma Vlastně se nic nestalo, kde roli její matky vytvořila její skutečná matka Jana Brejchová. Dvojroli si zahrála ve stejnojmenném filmu, za níž obdržela druhé filmové ocenění Český lev. Od roku 2019 ztvárňuje také postavu Jany Kratinové v seriálu Slunečná.

## Osobní život
Je dcerou herce Vlastimila Brodského a herečky Jany Brejchové. V 21 letech se vdala za filmaře Jordiho Niuboa, manželství trvalo čtyři roky. Jejím druhým manželem je fotograf Herbert Slavík, se kterým má syna Samuela (* 1996).

## Divadlo

### Vybrané divadelní role
- Divadlo J. K. Tyla (Velké divadlo (Plzeň))
  - 1986 – Vojna a mír (Nataša, komtesa Rostovovová)[4]
  - 1988 – Manon Lescaut (Manon Lescaut)[5]
- Divadlo J. K. Tyla (Komorní divadlo Plzeň)
  - 1987 – Šejdíř (Pieknowska)[6]
  - 1987 – Obraz Doriana Graye (Sybila Vaneová)[7]
- Divadlo na Vinohradech (Činoherní klub)
  - 1987 – Krásné vyhlídky, Bitva na kopci (Sára Caseyová)[8]
- Divadlo Na zábradlí
  - 1987 – Tři sestry (Irina)[9]
  - 1988 – Tatarská pouť (Jitka)[10]
  - 1989 – Don Juan (Markéta)[11]
  - 1989 – Hvězdy na ranním nebi (Marie)[12]
  - 1990 – Largo desolato (Markéta)[13]
- Divadlo na Vinohradech
  - 1993 – Jak snadné je vládnout aneb Karel IV. – autoportrét (Kateřina z rodu Fillippi)[14]
- Töpferova herecká společnost (Nádvoří Starého purkrabství – Letní shakespearovské slavnosti)
  - 1994 – Romeo a Julie (Julie)[15]
- Divadlo Ungelt
  - 2000–2004 – Jak vraždili sestru Charlie (Alice McNaughtová)[16]
- Divadlo Plus (Rock Café)
  - 2015–2016 – WTF[17]